# 卑劣
| ウィキペディアには「卑劣」という見出しの百科事典記事はありません（タイトルに「卑劣」を含むページの一覧/「卑劣」で始まるページの一覧）。 代わりにウィクショナリーのページ「卑劣」が役に立つかもしれません。 |